# Margherita Violante di Savoia
Margherita Violante di Savoia (Torino, 15 novembre 1635 – Colorno, 29 aprile 1663) nata principessa di Savoia, fu duchessa di Parma e Piacenza come moglie del duca Ranuccio II Farnese.

## Biografia

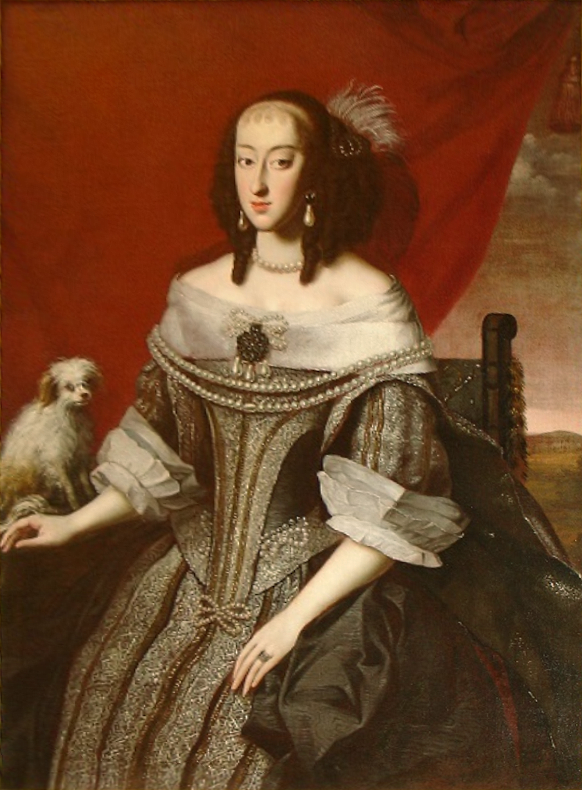
Margherita Violante ritratta tra il 1660/1663 circa.

Margherita Violante era la quinta figlia di Vittorio Amedeo I di Savoia, e di sua moglie, Cristina Maria di Francia, figlia di Enrico IV di Francia. Nacque al Castello del Valentino. Suo padre morì nell'ottobre del 1637, quando lei aveva solo due anni. Come tale, il fratello maggiore sopravvissuto, il principe Francesco Giacinto, successe come duca di Savoia e sua madre ricoprì la carica di reggente.
Margherita Violante è cresciuta in un momento in cui i suoi due zii, il principe Maurizio e suo fratello minore, il principe Tommaso di Savoia, si contendevano il potere della cognata e del suo entourage francese.

## Matrimonio
Dopo il matrimonio delle figlie maggiori, Cristina Maria diede inizio a una corrispondenza con la corte di Francia per assicurarsi un matrimonio tra Margherita Violante e il giovane Luigi XIV di Francia. Margherita Violante era in competizione con la corte spagnola che aveva presentato l'Infanta Maria Teresa d'Austria come un'altra possibile sposa per il sovrano. Maria Teresa era figlia di Elisabetta di Francia, un'altra sorella di Luigi XIII e Cristina. Il padre di Maria Teresa, Filippo IV di Spagna, era anche il fratello di Anna d'Austria, madre di Luigi XIV ed era desideroso di portare la pace tra Francia e Spagna con il matrimonio di Luigi e Maria Teresa.
Luigi XIV, che innamoratosi della Savoia, diede vita a veri e propri corteggiamenti, ma questi dovettero finire per volere del cardinale Mazzarino, il quale convinse il Re Sole a sposare l'infanta di Spagna Maria Teresa per motivi politici. 
In seguito venne proposto un possibile matrimonio tra Margherita Violante e Ranuccio II Farnese, duca di Parma. Il contratto di matrimonio venne stipulato l'11 agosto 1659 ed il matrimonio venne celebrato il 29 aprile 1660 a Torino. Margherita giunse a Parma nel 1660, dove fu accolta, secondo l'uso farnesiano, da grandi festeggiamenti.
La coppia ebbe due figli:
- figlia nata morta (14 dicembre 1661)
- figlio nato morto (29 aprile 1663)

## Morte
Margherita Violante e suo marito iniziarono a ricostruire il Palazzo Ducale di Colorno, residenza principale della famiglia ducale. Fu lì che morì dando alla luce il suo secondo figlio. Fu sepolta nel santuario della chiesa della Steccata nel centro di Parma.

## Ascendenza
|                               |                    |                            | Genitori               |  |  | Nonni |  |  | Bisnonni                       |  |  | Trisnonni           |  |
|                               |                    |                            |                        |  |  |       |  |  | Emanuele Filiberto I di Savoia |  |  | Carlo III di Savoia |  |
|                               |                    |                            |                        |  |  |       |  |  | Emanuele Filiberto I di Savoia |  |  | Carlo III di Savoia |  |
|                               |                    | Beatrice di Portogallo     |                        |  |  |       |  |  | Emanuele Filiberto I di Savoia |  |  |                     |  |
| Carlo Emanuele I di Savoia    |                    |                            |                        |  |  |       |  |  | Emanuele Filiberto I di Savoia |  |  |                     |  |
|                               |                    | Margherita di Francia      | Francesco I di Francia |  |  |       |  |  |                                |  |  |                     |  |
|                               |                    | Margherita di Francia      | Francesco I di Francia |  |  |       |  |  |                                |  |  |                     |  |
|                               |                    | Margherita di Francia      | Claudia di Francia     |  |  |       |  |  |                                |  |  |                     |  |
| Vittorio Amedeo I di Savoia   |                    | Margherita di Francia      |                        |  |  |       |  |  |                                |  |  |                     |  |
|                               |                    | Filippo II di Spagna       | Carlo V d'Asburgo      |  |  |       |  |  |                                |  |  |                     |  |
|                               |                    | Filippo II di Spagna       | Carlo V d'Asburgo      |  |  |       |  |  |                                |  |  |                     |  |
|                               |                    | Filippo II di Spagna       | Isabella di Portogallo |  |  |       |  |  |                                |  |  |                     |  |
| Caterina Michela d'Asburgo    |                    | Filippo II di Spagna       |                        |  |  |       |  |  |                                |  |  |                     |  |
|                               |                    | Elisabetta di Valois       | Enrico II di Francia   |  |  |       |  |  |                                |  |  |                     |  |
|                               |                    | Elisabetta di Valois       | Enrico II di Francia   |  |  |       |  |  |                                |  |  |                     |  |
|                               |                    | Elisabetta di Valois       | Caterina de' Medici    |  |  |       |  |  |                                |  |  |                     |  |
| Margherita Violante di Savoia |                    | Elisabetta di Valois       |                        |  |  |       |  |  |                                |  |  |                     |  |
|                               | Antonio di Borbone | Carlo I di Borbone-Vendôme |                        |  |  |       |  |  |                                |  |  |                     |  |
|                               | Antonio di Borbone | Carlo I di Borbone-Vendôme |                        |  |  |       |  |  |                                |  |  |                     |  |
|                               | Antonio di Borbone | Francesca d'Alençon        |                        |  |  |       |  |  |                                |  |  |                     |  |
| Enrico IV di Francia          | Antonio di Borbone |                            |                        |  |  |       |  |  |                                |  |  |                     |  |
|                               |                    | Giovanna III di Navarra    | Enrico II di Navarra   |  |  |       |  |  |                                |  |  |                     |  |
|                               |                    | Giovanna III di Navarra    | Enrico II di Navarra   |  |  |       |  |  |                                |  |  |                     |  |
|                               |                    | Giovanna III di Navarra    | Margherita di Francia  |  |  |       |  |  |                                |  |  |                     |  |
| Cristina di Borbone-Francia   |                    | Giovanna III di Navarra    |                        |  |  |       |  |  |                                |  |  |                     |  |
|                               |                    | Francesco I de' Medici     | Cosimo I de' Medici    |  |  |       |  |  |                                |  |  |                     |  |
|                               |                    | Francesco I de' Medici     | Cosimo I de' Medici    |  |  |       |  |  |                                |  |  |                     |  |
|                               |                    | Francesco I de' Medici     | Eleonora di Toledo     |  |  |       |  |  |                                |  |  |                     |  |
| Maria de' Medici              |                    | Francesco I de' Medici     |                        |  |  |       |  |  |                                |  |  |                     |  |
|                               |                    | Giovanna d'Austria         | Ferdinando I d'Asburgo |  |  |       |  |  |                                |  |  |                     |  |
|                               |                    | Giovanna d'Austria         | Ferdinando I d'Asburgo |  |  |       |  |  |                                |  |  |                     |  |
|                               |                    | Giovanna d'Austria         | Anna Jagellone         |  |  |       |  |  |                                |  |  |                     |  |
|                               |                    | Giovanna d'Austria         |                        |  |  |       |  |  |                                |  |  |                     |  |